# Gebrüder Wehrli
Gebrüder Wehrli (gegründet Mitte der 1890er Jahre, zuerst aktenkundig 1897 in Kilchberg, Kanton Zürich, aufgelöst 1924 ebenda) war ein Schweizer Fotoverlag, in dem vornehmlich Postkarten veröffentlicht wurden.
Durch den Bau von Infrastrukturen und Hotels entstand in der Schweiz Tourismus. In der zweiten Hälfte des 19. Jahrhunderts gelangte die bebilderte Postkarte zugleich mit der erwachenden Reisetätigkeit zum Durchbruch. Von der Post gab es bis ca. 1900 die Auflage, dass die Rückseite ausschliesslich der Adresse vorbehalten war. Daher wurde die Bildseite oft mit Grüssen und Mitteilungen übersät.

## Verlag
Der Postkartenverlag «Gebrüder Wehrli» wurde um 1895 von Harry Wehrli (1869–1906), Bruno Wehrli (1867–1927) und Artur Wehrli (1876–1915) gegründet. Harry Wehrli war für den Verkauf und die administrativen Belange zuständig. Bruno und Artur Wehrli waren Alpinisten und Landschaftsfotografen, die mit Glasplatten und weiterer schwerer Ausrüstung unterwegs waren. Als Ansichtskartenhersteller unternahmen sie vornehmlich Reisen zu den touristisch attraktiven Orten und Kurorten, erschlossen aber auch teilweise abgelegenere Landschaften fotografisch. Der Ballonpionier Eduard Spelterini machte ab 1910 Luftaufnahmen von Reisen in das südliche Europa, nach Italien und in den Balkan, nach Nordafrika und den europäischen Norden. Eine Serie der Volkstrachten aller Schweizer Kantone entstand und zudem Architekturaufnahmen und Stadtansichten in grosser Zahl. Die Glasplattennegative wurden in Kilchberg entwickelt und die Postkarten im Format 13 × 18 cm und 18 × 24 cm vervielfältigt.
Am 3. September 1904 wurde der Verlag umbenannt in den «Photographie Verlag Wehrli A. G.». Am 1. Januar 1905 wurde in Zermatt der Grundstein für die Ladenkette «Wega» gelegt, mit der Eröffnung eines Geschäfts unter dem Namen «Papeterie Wega», Inhaber «Photographie Verlag Wehrli A. G.». Mit ihr sollte der Vertrieb der Postkarten weiter professionalisiert werden. In der Folge entstanden Buchhandlungen mit Papeterie in Genf, Gstaad, Interlaken, Lugano, Luzern, Montreux, Wengen und St. Moritz. Mit Ausnahme der Papeterie in St. Moritz wurde die Ladenkette im Jahr 1935 veräussert. Geschäfte bestehen aktuell noch in Lugano und Zermatt, «Wega» in St. Moritz schloss 2018 die Türen.
Nach dem unerwarteten Tod von Harry Wehrli im Jahre 1906 wurde Alfred Zehnder Direktor des Unternehmens. Er richtete für kurze Zeit in St. Moritz und Interlaken Ladenlokale ein. Bruno Wehrli geriet zunehmend in Konflikt mit Adolf Zehnder und produzierte ab 1914 selbstständig unter dem Namen «Verlag Wehrli AG». Bruno Wehrli liess sich die Erfindung einer Kopiermaschine patentieren, mit der 35 Postkarten auf einem Bogen von 66 × 72 cm hergestellt werden konnten. In 20 Minuten konnten von einer Hilfskraft 500 Postkarten kopiert werden. Trotzdem waren die Gewinne bescheiden. 1920 gingen die Aktien in den Besitz des Zürcher Unternehmens Orell Füssli über. 1924 fusionierte die «Wehrli AG» mit «Photoglob & Co.» zur «Photoglob-Wehrli & Co. AG». Nach der Übernahme des Bilderverlags «Vouga» in Genf 1928 wurde der Name auf «Photoglob-Wehrli & Vouga & Cie AG» erweitert. Ab 1974 lautete die Firmenbezeichnung nur noch «Photoglob AG».

## Fotografien
«Die Fotografien zeichnen sich durch einen besonderen ‹Wehrli-Look› aus, der sie unverkennbar macht: sattes Schwarz-Weiss-Kolorit bei aller Liebe zur Schärfe und Genauigkeit, Verzicht auf gekünstelte Dramatik, Ruhe und Ausgeglichenheit der Einstellung, Klarheit dessen, was optisch vermittelt werden soll. Dazu kommt oft der schwarzbelassene Rand, der den Bildern eine gewisse Zeitlosigkeit vermittelt. Von der erstaunlichen Breite des Verlagsprogramms zeugen die Kataloge, die alljährlich erschienen.»

## Bildbeispiele

Der Hammetschwand-Lift; Vierwaldstättersee; im Hintergrund ist Luzern zu sehen, Foto: Harry Wehrli, 1905
Das Matterhorn, Foto: Artur Wehrli, 1909
Iffigsee gegen die Wildhornhütte, Bruno Wehrli, 1905
Zoo Basel, Elefant, Foto: Artur Wehrli, Juni 1911
Die Vitznau-Rigi-Bahn beim Überqueren der Schnurtobelbrücke, im Hintergrund der Pilatus, Foto: Bruno Wehrli, 1906
Rittener Erdpyramiden mit Blick gegen den Schlern, Foto: Artur Wehrli, August 1909
Neuhausen am Rheinfall, Foto: Harry Wehrli, 1905
Segelboot am Ufer des Bodensees, Foto: Bruno Wehrli, 1906
Morcote, Friedhof, Foto: Artur Wehrli, 1908
Kapuzinertreppe in Zug, Foto: Artur Wehrli, 1906
Waldstrasse im Nebel am Zugerberg, Foto: Bruno Wehrli, 1910
Eisgrotte auf dem Glacier des Bossons, Foto: Artur Wehrli, 1910
Fünf Bergsteiger steigen vom Ortler die Eiswand hinab, Foto: Artur Wehrli, 1909
Bergsteiger (sieben Männer und eine Frau) auf dem Nordabfall des Oberen Gletschers bei der Besteigung des Ortlers, Foto: Artur Wehrli, 1909